# Bildören
Bildören med Svedören är en ö i Finland. Den ligger i Norra kvarken och i kommunen Korsholm i den ekonomiska regionen  Vasa i landskapet Österbotten, i den västra delen av landet. Ön ligger omkring 18 kilometer norr om Vasa och omkring 380 kilometer nordväst om Helsingfors.
Öns area är 19,6 hektar och dess största längd är 1,2 kilometer i sydväst-nordöstlig riktning.

## Några ödelar med egna namn
- Bildören 63°15′55″N 21°40′52″Ö / 63.2654°N 21.68107°Ö
- Svedören 63°15′49″N 21°41′01″Ö / 63.26374°N 21.6835°Ö